# حسین‌آباد (زاوه)
حسین آباد روستایی در دهستان زاوه بخش مرکزی شهرستان زاوه استان خراسان رضوی ایران است. بر پایه سرشماری عمومی نفوس و مسکن در سال ۱۳۹۰ جمعیت این روستا ۱۱۸ نفر (در ۳۵ خانوار) بوده است.